# Stan-Biechtiemir
Stan-Biechtiemir (ros. Стан-Бехтемир) – wieś w Rosji, w Kraju Ałtajskim, w rejonie bijskim. W 2010 liczyła 1082 mieszkańców.